# Шипков, Александр Иванович
Александр Иванович Шипков (21 апреля 1936 — 21 мая 2021) — российский архитектор. Член Союза архитекторов СССР и Союза архитекторов России c 1962 года. Работал в Ленинграде, Воркуте, Норильске.

## Биография
Родился 21 апреля 1936 года в г. Коломне, Московской области. Русский.
В 1959 году окончил Московский архитектурный институт с оценкой «отлично», ученик и последователь выдающихся советских архитекторов: М. П. Парусникова, А. Н. Душкина, Г. А. Симонова.
Защитил кандидатскую диссертацию в 1971 году. на тему: «Поляр — жилой комплекс заполярных районов СССР».
Член Союза архитекторов СССР и России с 1962 г.; член Правления Союза архитекторов РСФСР (1982—1985 г.г.), председатель Северной комиссии (1982—2009 г.г.). Действительный член Академии Северного Форума с 2000 г.
С 1965 г. по 1967 г. главный архитектор г. Норильска.
С 1969 г. по 1982 г. являлся главным архитектором проекта, руководителем отдела экспериментального проектирования Госгражданстроем в ЛенЗНИИЭП, головной институт по Северу.
В период с 1982 по 1987 гг. служил в Госстрое РСФСР в должности заместителя начальника отдела БАМа.
С 1987 по 1991 гг. главный архитектор Министерства строительства в северных и западных районах СССР.
Участвовал в ликвидации аварий на Чернобыльской АЭС и землетрясения в Армении.
Автор более 80 опубликованных научных работ. Автор, разработчик и руководитель более 120 проектов жилищно-гражданских зданий и комплексов.
Скончался 21 мая 2021 года в Москве. Похоронен на Донском кладбище.

### Работы для севера
Шипков — крупный специалист, создавший большое количество проектов оригинальных сооружений для районов Сибири и Крайнего Севера России.
Александр Шипков и его жена Елизавета Алексеевна Шипкова приехали в Норильск после института молодыми и полными идей архитекторами. Их проекты были самыми смелыми не только в Норильске, но и на всем Крайнем Севере . В соавторстве с Екабом-Ольгертом Трушиньшем они изобретали совершенно новые типы жилья для экстремальных климатических условий.
Так, дом-комплекс на 1000 жителей для Норильска, спроектированный в 1964 году, замышлялся как два шестиэтажных корпуса, между которыми — зимний сад под крышей. Прозрачное перекрытие летом раздвигалось, а зимой — оберегало от непогоды.
Экспериментальные жилые дома-комплексы «Поляр» и «Пирамида» — по сути «моноблоки» вместо традиционного городского района или целого поселка.
Например, «Поляр Снежногорск» — жилой комплекс для строителей Усть-Хантайской ГЭС — должен был весь уместиться в одном сооружении. Этот проект был утвержден Советом Министров СССР, а макет отправлен в Монреаль на ЭКСПО 1967 года.
В 1960—1970-е годы Норильск был крупной площадкой для разработки смелых архитектурных идей, и проекты экспериментальных жилых домов-комплексов «Поляр» и «Пирамида» стали прорывом в проектировании сооружений такого типа для Заполярья.
Это было новым взглядом на формирование комфортной жилой среды в экстремальных климатических условиях

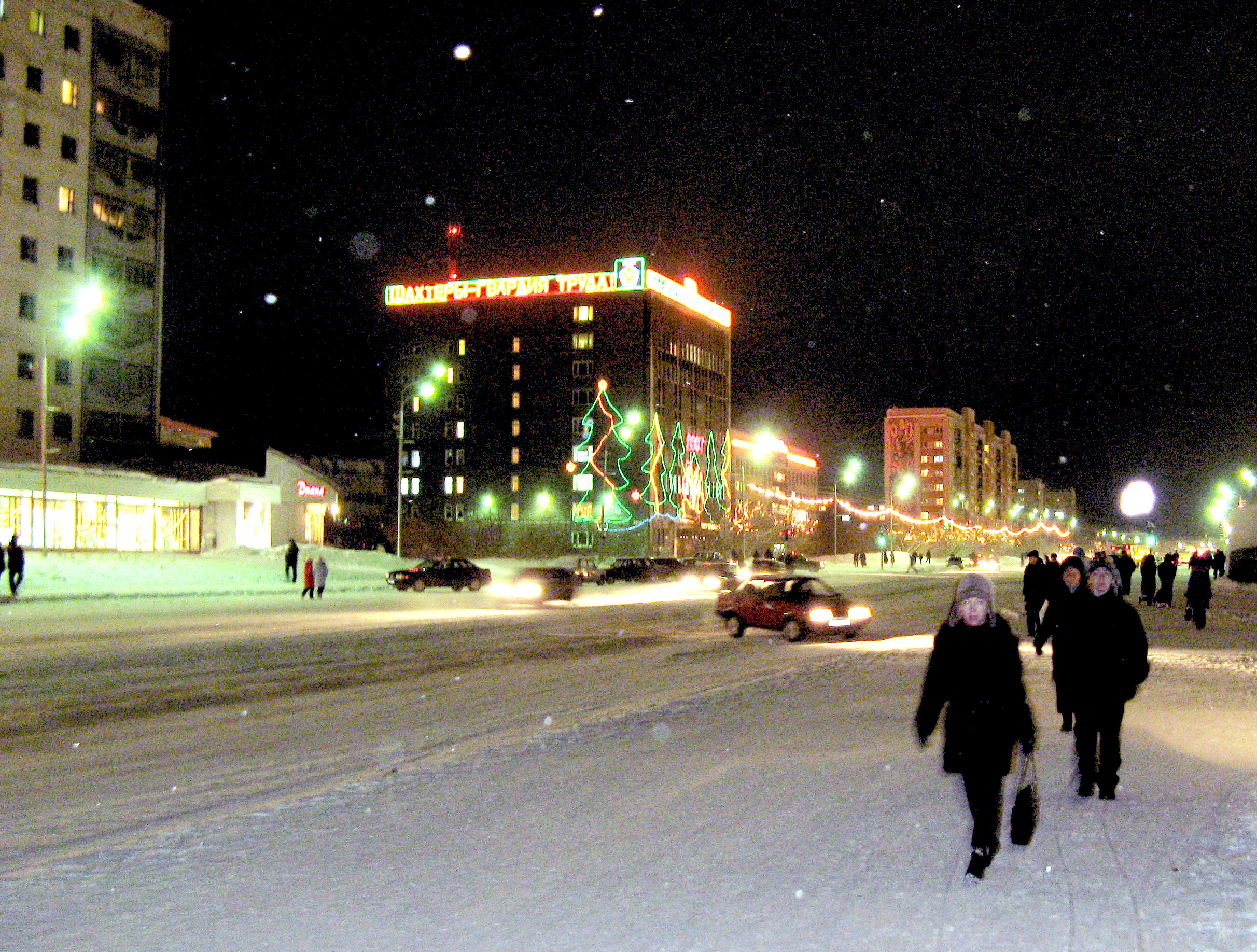
Здание «Воркутауголь»,
Архитектор А. И. Шипков.
Полярная ночь, 14:49, 5 января, 2007 год

С 1964 по 1967 год Александр Шипков был главным архитектором Норильска.
С начала семидесятых годов до 1983 года работал в Ленинградском зональном Научно-исследовательском институте экспериментального проектирования жилых и общественных зданий (ЛенЗНИИЭП).
А. И. Шипков — теоретик архитектурного проектирования, наставник и педагог. В Санкт-Петербурге продолжают работать его сотрудники и ученики — архитекторы В. С. Лукьянов, А. С. Хруцкий и другие мастера, внёсшие свой вклад в архитектурный облик города на Неве.
В 1985 году на экраны вышел документальный фильм «Путь к Оганеру», созданный при участии А. И. Шипкова.
В одном из сюжетов киноленты поднимался вопрос — что и как наиболее целесообразно строить на вечной мерзлоте.
В декабре 2017 года в Санкт-Петербурге в Доме архитектора прошла выставка проектов А. И. Шипкова «Преображение», приуроченная к VII Международному Форуму «Арктика: настоящее и будущее».

### Проекты для Центральной России

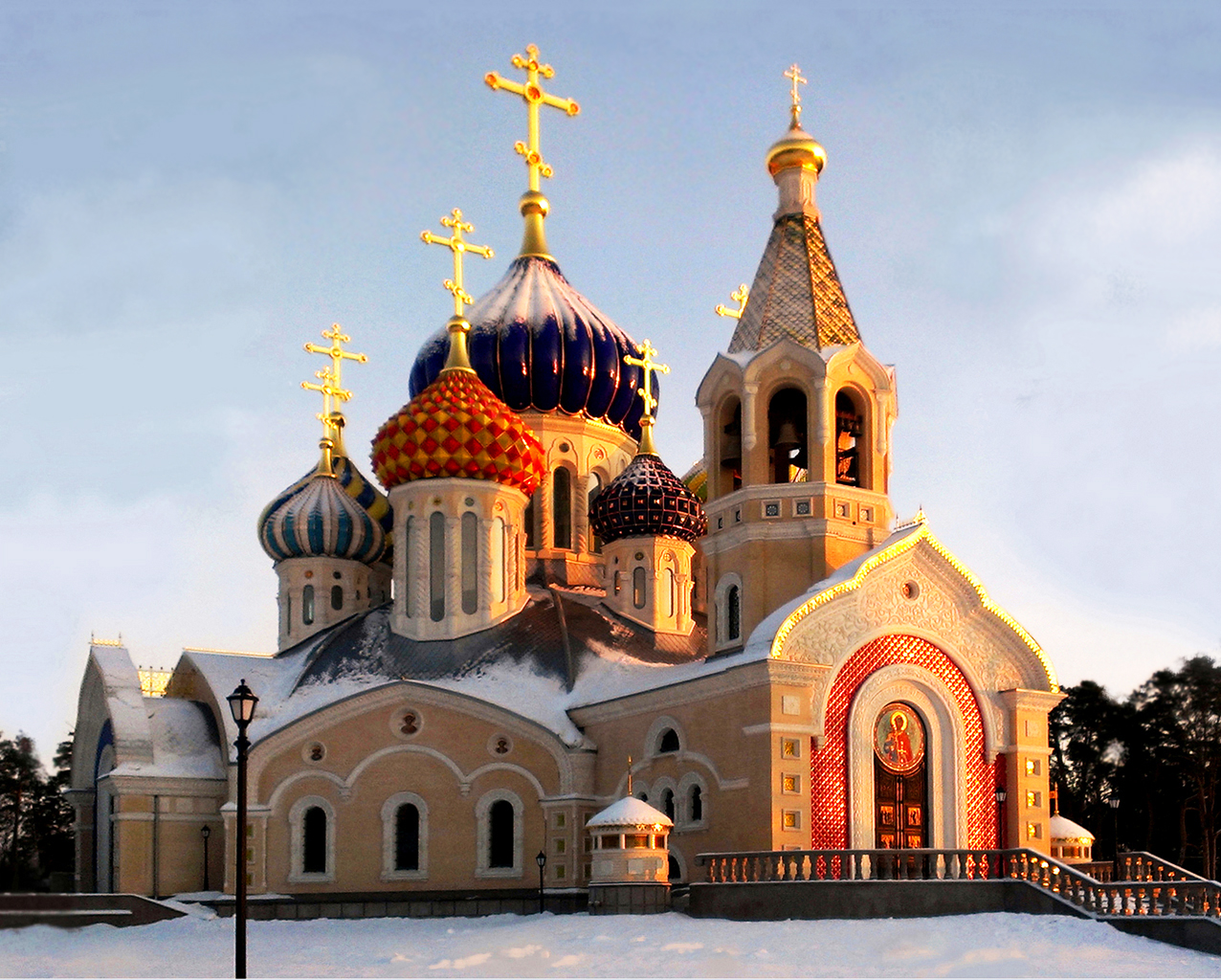
Собор в Ново-Переделкино

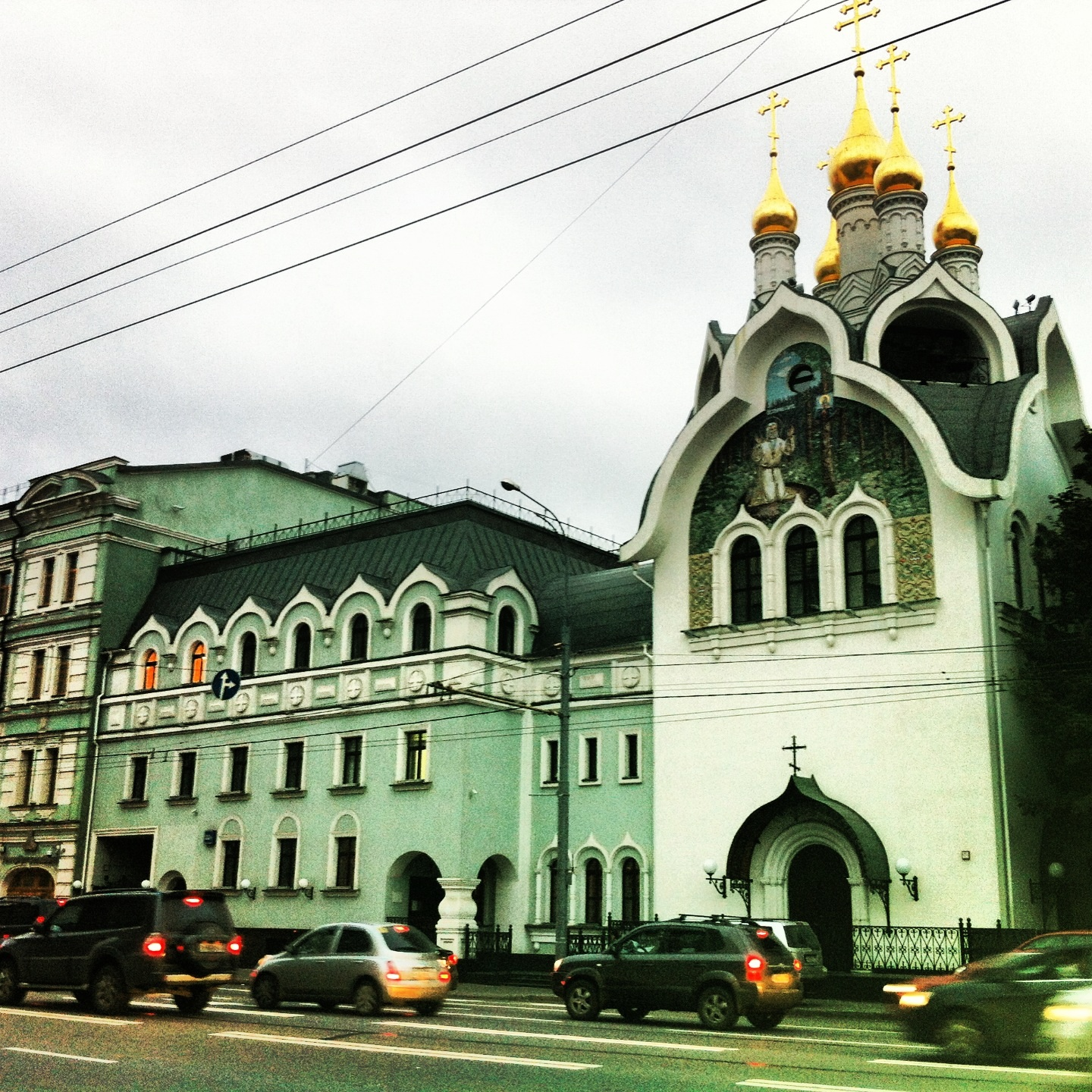
Церковь Собора Дивеевских Святых

- В 2006 году совместно с «Архитектурным бюро Асадова» создаёт проект Телеинформационного комплекса Российской Федерации в Москве[15].
- Церковь Святого Игоря Черниговского (Ново-Переделкино) венчают фарфоровые купола оригинальной конструкции[16]
- Архитектурная часть проекта «Музея-памятника защитникам Москвы» на Бородинском поле (в соавторстве со скульптором — Заслуженным художником Российской Федерации Е. А. Безбородовой)[17].
- Церковь Собора Дивеевских Святых спроектирована в неорусском стиле с элементами стиля «модерн»[18].
- Градостроительная система «СОКОЛ» (1986—2015).
- Жилой комплекс «Строитель» во Владимире — первый пример структурной высокоплотной застройки системы «СОКОЛ».

### Государственные программы
- Федеральная целевая программа «СЕВЕР-2005». Выполнялась в 1986—1990 гг.
- Разработка и координация работ по «Градостроительной программе ликвидаций аварии на Чернобыльской АЭС в Брянской области». 1988—1991 г.г.
- Программа строительства жилья для военнослужащих.
- Программа «Энергоэффективный город».
- Концепция стратегии развития Севастополя до . — 250-летия города-героя (СЕВАСТОПОЛЬ-250).
- Парадигма развития градостроения России в XXI веке. Позиция на XXV Всемирном конгрессе Международного союза архитекторов в Дурбане (Южная Африка): — путь на Север (концепция становления архитектуры Севера); — тропою экотектуры (концепция перехода из эпохи градостроения в эпоху природостроения); — дорога к храму (дорога к зодчеству Русского Мира).
- «Проект градо-экономического преобразования арктического моногорода Воркуты» (на его основе: проект Федеральной целевой программы «Воркута-2020»).

### Прототип героя кинофильма
Александр Иванович Шипков стал прообразом архитектора Дмитрия Калмыкова в известном советском культовом фильме семидесятых годов «Любить человека» .
Многие эпизоды киноленты сняты на фоне проектов архитектора, а герой фильма говорит об архитектуре словами, навеянными перепиской А. И. Шипкова с режиссёром-постановщиком фильма Сергеем Герасимовым.
Художественный фильм Киностудии им. М. Горького вышел на экраны в 1972 году. Статья режиссёра была помещена как приложение к киносценарию, изданному отдельной книгой в 1973 году издательством «Искусство».
В 2017 году в Санкт-Петербурге на выставке, приуроченной к 45-й годовщине выхода кинофильма на экраны, были показаны отрывки из кинофильма.

## Достижения
- Академик международной академии Северного Форума.
- Академик Международной Академии Архитектуры (отделение в Москве/МААМ) (2015).
- Главный архитектор Проектного центра «Экотектура».
- Председатель правления православного союза строителей «Собор».
- Заслуженный архитектор РСФСР.
- Серебряная медаль ВДНХ СССР, 1991 г. за разработку жилого комплекса «Строитель» во Владимире.
- Золотая и серебряная медали ВДНХ СССР за разработку Федеральной целевой программы «СЕВЕР-2005».
- Премия «Золотой знак» XXII Международного фестиваля «Зодчество-2014», в номинации «Общественное здание» за Соборный Храм святого благоверного великого князя Игоря Черниговского и Киевского в Переделкине[22].
- Премия «Серебряный знак» XXII Международного фестиваля «Зодчество-2014», в номинации «Место работы» за вклад в Зодчество России за 20 лет[22].

## Примечания

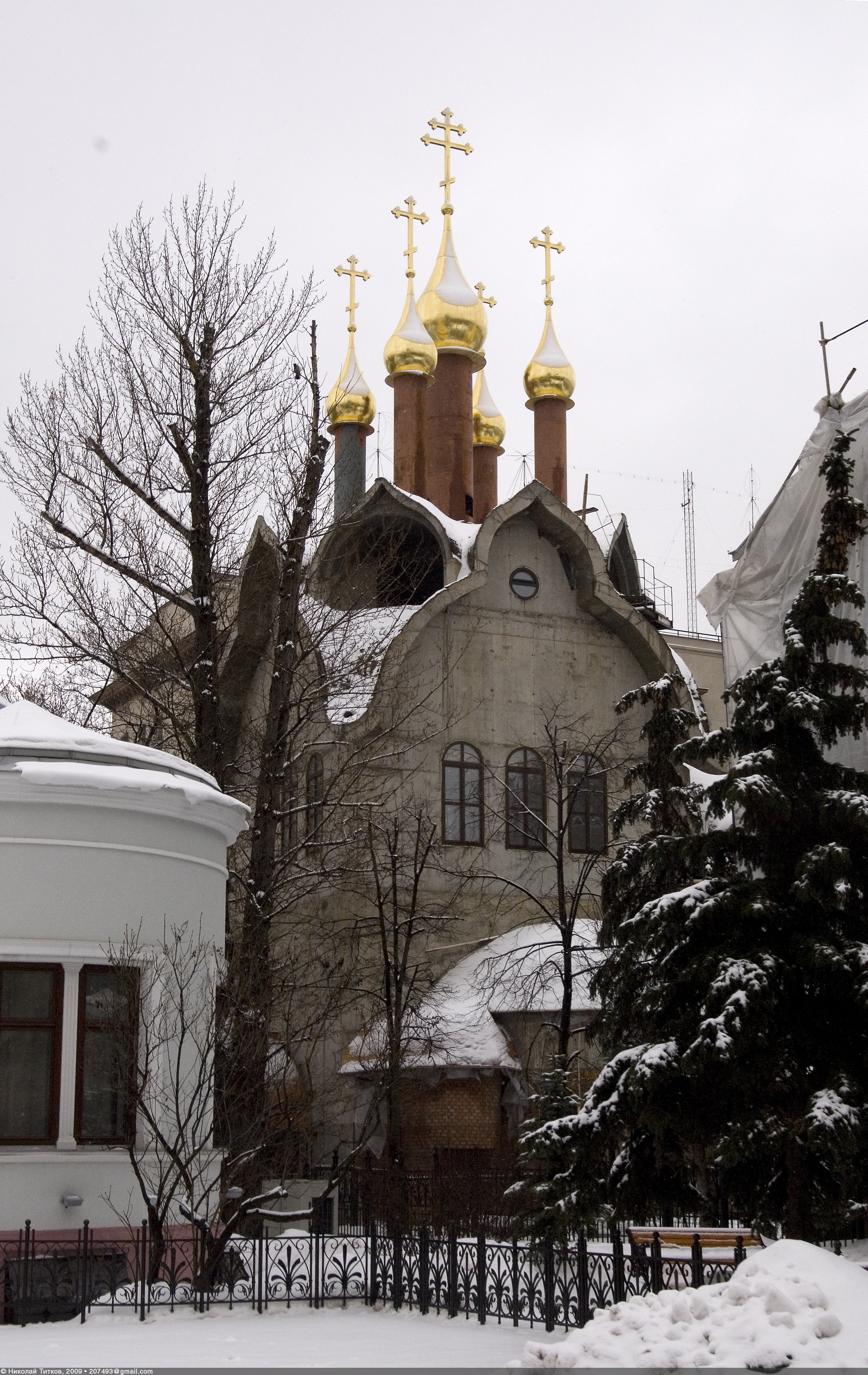
Москва. Церковь Собора Дивеевских святых в процессе строительства (2009). Архитектор А. И. Шипков